# Braal Castle

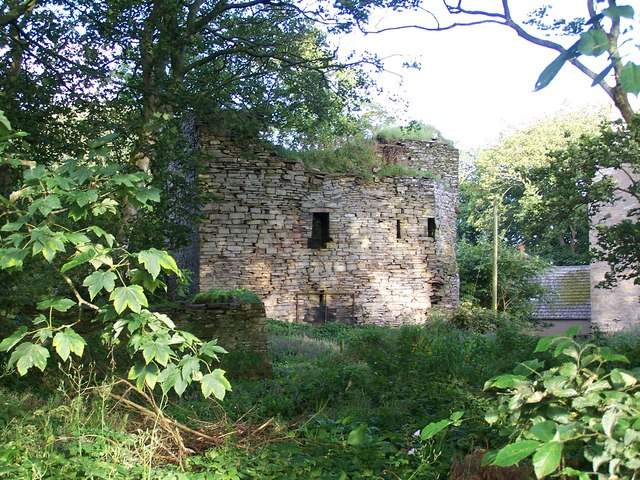
Ruinen von Braal Castle

Braal Castle ist eine Burgruine nördlich des Dorfes Halkirk in der schottischen Council Area Highland. Historisch lag es in der traditionellen Grafschaft Caithness. Die Burg aus der Mitte des 14. Jahrhunderts hieß ursprünglich Castle of Brathwell.

## Geschichte
Auf dem Gelände hat vermutlich schon Harald II. von Orkney, Mormaer of Caithness, (ca. 1134–1206) gewohnt, aber die Reste des bis heute erhaltenen Gebäudes stammen aus dem 14. Jahrhundert. Das „Castle of Brathwell“ verlehnte König Robert II. an seinen Sohn, den Earl of Caithness. Dessen Nachfahre, Walter Stewart, verwirkte 1437 seine Ländereien an die Krone, als er wegen seiner Rolle beim Mord an König Jakob I. hingerichtet wurde.
1450 schenkte König Jakob II. die Burg George Crichton, dem Lord High Admiral of Scotland, der 1452 kurz Earl of Caithness war. 1455 verlehnte Jakob II. Earldom und Burg an William Sinclair, den Baron of Roslin und Lordkanzler von Schottland. Die Burg fiel dann im 18. Jahrhundert an die Sinclairs von Ulbster, eine Nebenlinie des Clan Sinclair, Earls of Caithness.

### Das Landhaus
Anschließend an die Burg sollte ein Landhaus gebaut werden, aber der Bau wurde aufgegeben. 1856 wurde über dessen Fundamente ein Hotel errichtet. Im Zweiten Weltkrieg wurde dieses Gebäude von bewaffneten Truppen requiriert und in den 1970er-Jahren in einzelne Wohnungen umgewandelt.

## Beschreibung
Die Burg liegt an einer leicht zu verteidigenden Stelle über dem Thurso. Sie besteht aus einem Wohnturm mit einer Grundfläche von etwa 12 × 11 Metern und 2,5–3 Meter dicken Mauern. Der Eingang befindet sich im ersten Obergeschoss und führt in einen Rittersaal. Eine Treppe in der Mauer führte zu einem zweiten Obergeschoss und einem Brüstungsumgang, jedoch sind die oberen Teile der Burg nicht mehr erhalten. Die Ruinen gelten als Scheduled Monument.